# Lidia Król-Pinder
Lidia Król-Pinder (ur. ok. 1955) – polska artystka cyrkowa. Dyrektorka i współwłaścicielka cyrku "Korona".

## Życiorys
Lidia Król-Pinder wywodzi się ze starej rodziny cyrkowej. Do rodziny tej od wielu pokoleń należały cyrki: "Korona", "Wild-West", "Józefiego", "Harry'ego" oraz "Arena".
Cyrk "Arena" był własnością dziadków Lidii do lat 50. XX wieku, tj. do momentu upaństwowienia wszystkich cyrków w Polsce. Tradycja zawodu artysty cyrkowego była jednak kontynuowana. Ojciec, Jan Nowotny, był treserem koni, dżokejem i antypodystą. Matka Halina Nowotna, jako tancerka klasyczna przypadkowo trafiła do cyrku. Występowała jako tancerka, woltyżerka, treserka koni, w późniejszych latach była cenionym choreografem cyrkowym.
Lidia Król ukończyła AWF w Warszawie uzyskując tytuł magistra wychowania fizycznego oraz uprawnienia instruktora tańca i gimnastyki artystycznej. W czasie studiów w AWF była członkiem Zespołu Tańca Ludowego AWF.
W 1982 rozpoczęła swoją karierę cyrkową występami w kwartecie akrobatycznym "4 King's". Występowali w halach widowiskowych, na estradach, w cyrkach i variete w wielu krajach Europy (Hiszpania, Holandia, Francja, Niemcy, Finlandia, Norwegia, Szwajcaria). W 1993 założyła swój własny cyrk o nazwie "Korona", którego jest dyrektorem i współwłaścicielem.